# Spermacoce noronhensis
Spermacoce noronhensis är en måreväxtart som först beskrevs av Dimitri Sucre Benjamin, och fick sitt nu gällande namn av Rafaël Herman Anna Govaerts. Spermacoce noronhensis ingår i släktet Spermacoce och familjen måreväxter. Inga underarter finns listade i Catalogue of Life.